# Mổ hậu môn
Mổ hậu môn hay mổ lỗ hậu (Vent pecking) là một hành vi bất thường ở động vật ghi nhận trên các loài gia cầm được thực hiện chủ yếu bởi gà mái đẻ trứng thương phẩm, gà mái đẻ rất thích mổ hậu môn đồng loại. Đây là một trong những biểu hiện của hiện tượng và hội chứng cắn mổ nhau ở gia cầm (còn gọi là ăn thịt đồng loại xảy ra ở gia cầm). Nó được đặc trưng bởi vết mổ làm tổn thương đến cục máu đông, vùng da xung quanh và mô bên dưới khu vực phần hậu môn-phao câu-lỗ hậu hay lỗ huyệt chúng sẽ liên tục rỉa vào vết thương để khoét sâu vào, lôi phần nội tạng bên trong ra để ăn.
Mổ hậu môn thông thường xảy ra ngay sau khi trứng được đẻ ra khi cục máu đông thường vẫn còn nguyên một phần để lộ niêm mạc có màu đỏ do chấn thương thực thể khi đẻ trứng hoặc chảy máu nếu mô bị rách do gà đẻ trứng. Việc mổ hậu môn rõ ràng gây đau đớn và xót xa cho con vật bị mổ. Rách da làm tăng tính nhạy cảm với bệnh tật và có thể dẫn đến cắn mổ lẫn nhau, và cuối cùng là tử vong. Khi trong đàn có một con có vết thương bị chảy máu, thì cả đàn nuôi sẽ bị kích thích đồng loại tập trung vào việc mổ cắn vào vết thương và chúng tập trung vào việc cắn mổ vết thương của con vật đó. Thậm chí khi mắc bệnh bị nặng thì gà sẽ cắn mổ thủng phao câu của các con khác. 

## Nguyên nhân
Nguyên nhân do gà cũng là động vật thích mùi tanh và máu cùng những vết thương hở cũng vậy, chúng có sức hấp dẫn rất đặc biệt đối với gà vốn, chúng cũng thích màu đỏ vì gà là loài động vật có tính tò mò, chúng luôn muốn tìm hiểu mọi thứ bằng cái mỏ của mình, nhất là những thứ nhỏ, di động hoặc những vật mà có màu đỏ thì chúng càng không thể cưỡng lại được. Chính vì thế, chỉ cần một con gà trong đàn bị chảy máu là cả đàn sẽ xúm lại mổ để khám phá. Chúng sẽ tập trung mổ, càng mổ lại càng thấy hương vị tanh ngon. Khi trong đàn gà có con bị lòi trĩ hay lòi đom là hiện tượng này thường xuất hiện ở gà đẻ, do đẻ nhiều, trứng to hoặc gặp vấn đề về sinh sản mà phần hậu môn lòi ra ngoài, phần lòi này có màu đỏ rất có tính kích thích cho những con gà bên cạnh.

## Giải pháp
Trong chăn nuôi cần kiểm tra chất lượng thức ăn thường xuyên, đảm bảo cung cấp đủ dưỡng chất cho đàn gà, nhất là trong giai đoạn mọc lông, khi gà hậu bị đang thay lông và giai đoạn gà đẻ trứng cho năng suất cao, nên cắt mỏ gà đẻ nuôi công nghiệp trước thời gian đẻ từ 2 tới 3 tháng, nên cách ly đàn gà nhanh chóng, những con gà cắn mổ nhau phải được cách ly ra khỏi đàn, sau đó sử dụng thuốc Xanh Methylen để bôi vào trên vết thương của con gà nhằm phòng tránh trường hợp con gà tiếp tục bị mổ cho đến chết.